# ۳۸۴ (پیش از میلاد)
۳۸۴ (پیش از میلاد) ۳۸۴مین سال قبل از تقویم میلادی است.